# 陳植 (明朝)
陳植，南直隸廬州府廬江縣（今安徽省廬江縣），明朝政治人物。
陳植在元末乡试中举，不出仕。洪武年间，官任吏部主事。建文二年，担任兵部右侍郎。燕王朱棣起兵到臨江时，陳植担任监军，慷慨誓师。后部将杀陳植而向朱棣求降，且邀功。朱棣大怒，立斩该部将，而厚葬陳植于白石山上。